# 虛敵臺

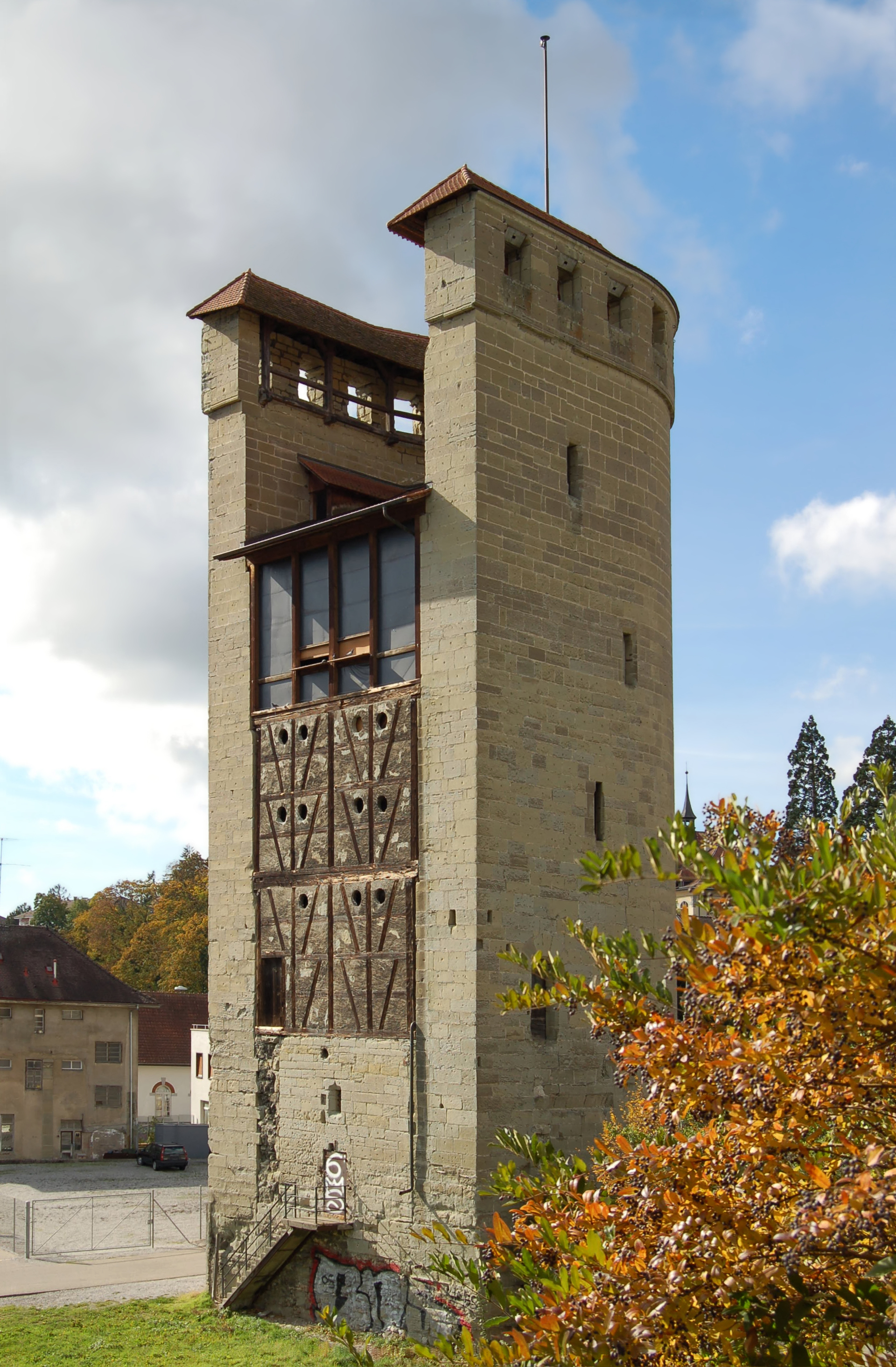
瑞士佛萊堡的虛敵臺。

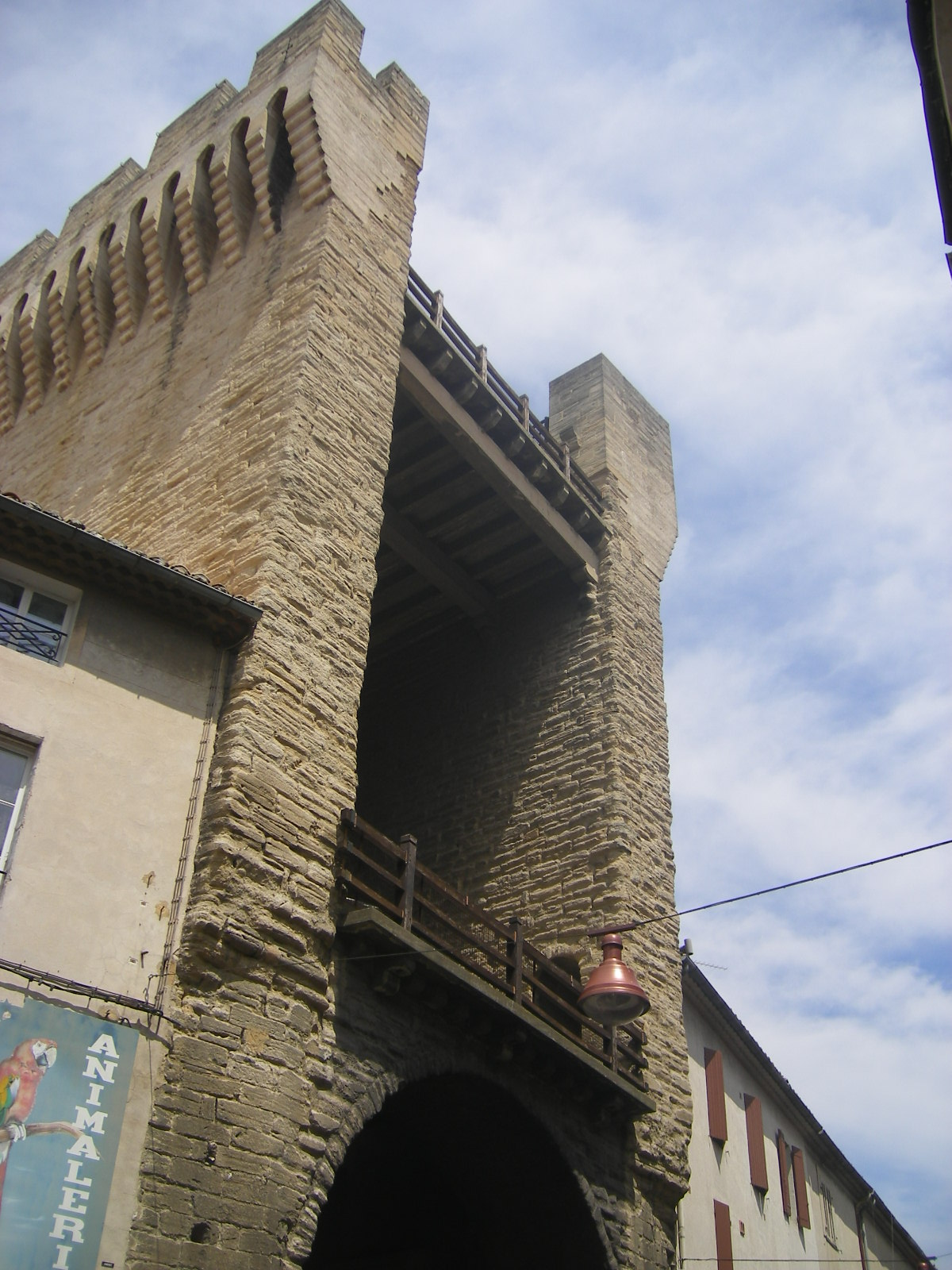
卡龐特拉的虛敵臺。

虛敵臺（Half tower、Open tower），是一種城牆中的石築高臺（防禦臺），其為空心，在背敵之面並未築牆或只有輕微構築。世界各地的虛敵臺，其築牆面有方形與圓弧形。
《武備志》紀載虛敵臺優於實敵臺，人員可於臺內部由空眼處向外放銃矢。